# ریاض نعسان آغا
ریاض نعسان آغا (عربی: ریاض نعسان آغا؛ زادهٔ ۱۹۴۷) یک دیپلمات اهل سوریه است. وی وزیر سابق وزارت فرهنگ سوریه بوده است همچنین او سفیر سوریه در عمان و امارات متحده عربی بود. او دکترایش را در فلسفه از دانشگاه دمشق دریافت کرد.